# Hans Jansen (arabist)
Johannes Juliaan Gijsbert (Hans) Jansen (Amsterdam, 17 november 1942 – aldaar, 5 mei 2015) was een Nederlands arabist, islamoloog, columnist-publicist en politicus namens de Partij voor de Vrijheid.
Jansen heeft veel artikelen en boeken over de islam geschreven en ook op internet publiceerde hij veel. In de media trad hij vaak op in programma's waar de islam ter sprake kwam. Zijn aanvankelijk milde standpunt over de islam veranderde in de loop der jaren door een aantal incidenten. Hij raakte bevriend met Theo van Gogh en Ayaan Hirsi Ali. Hij kreeg bredere bekendheid toen hij als getuige-deskundige voor Wilders optrad.
Hij overleed op 72-jarige leeftijd.

## Persoonlijk leven
Hans Jansen groeide op in een streng gereformeerd gezin en zat op de 'School met den Bijbel'. Op zijn zeventiende deed hij een propedeusejaar theologie aan de Universiteit van Amsterdam en daarna Arabisch en Semitische talen. Politiek links georiënteerd was hij lid van de socialistische studentenvereniging Politeia. Hij verbleef vervolgens een jaar in Caïro om Arabisch te leren. Aan de Universiteit Leiden deed hij een doctoraalexamen Arabisch en promoveerde in 1974 op het proefschrift The Interpretation of the Koran in Modern Egypt.
In 1988 bekeerde hij zich tot het katholicisme. Voordien bewonderde hij de islam om zijn "heel aantrekkelijke en krachtige cultuur, hoge beschaving en grote schoonheid". Een Palestijnse vliegtuigkaping in 1974 wekte Jansens belangstelling voor islamitisch extremisme. De moord op Anwar Sadat in 1981 tijdens zijn werk in Caïro deed hem anders kijken naar de islam en koran. De aanslagen van 11 september 2001 en de moord op Pim Fortuyn droegen daar verder aan bij. De moord op  Theo van Gogh in 2004 was het kantelpunt waarop hij de islam steeds meer als een gevaar ging zien.
Hij was kortstondig getrouwd met een dochter van een voormalige CPN’er, Joop van Santen. Hij hertrouwde en kreeg drie kinderen, maar ook dit huwelijk liep uit op een scheiding. Zijn zoon Ewout Jansen was in 2007 als cabaretier betrokken bij een rel vanwege zijn grappen over de moord op Theo van Gogh.

## Loopbaan

### Als docent en arabist
Van 1982 tot 2005 was hij universitair docent Arabisch en islamkunde in Leiden. Volgens een voormalige vriend kon Jansen het moeilijk verkroppen dat een vrouw de baan kreeg die hij zelf ambieerde. Van 2003 tot 2008 was hij bijzonder hoogleraar ‘het hedendaags islamitisch denken’ aan de Universiteit Utrecht. Hij doceerde ook aan de Universiteit Groningen. 
Jansen werkte van 1979 tot 1982 in Egypte als directeur van het Nederlands Instituut voor Arabische Studiën in Caïro. Verder was hij in 1990 in Irak actief als tolk voor het Rode Kruis en zat hij van 1991 tot 1997 in de Nationale Adviesraad voor ontwikkelingssamenwerking.

#### Relatie tot de wetenschap
Aanvankelijk had hij als wetenschapper een milde visie op de islam. Hij werd gezien als een kundig arabist en zijn werken werden geroemd door vakgenoten. Hij zag dat Nederlandse moslims snel assimileerden en vond de islamkritiek van Pim Fortuyn overdreven. Later begonnen zijn opvattingen te botsen met die van andere islamologen. Hij ging zich steeds feller tegen hen afzetten en trok meer naar islam-kritische niet-wetenschappers die zich uitspraken over problemen in de multiculturele samenleving, zoals VVD-leider Frits Bolkestein, Theo van Gogh en Ayaan Hirsi Ali en later ook Geert Wilders. Na zijn hoogleraarschap in Utrecht raakte hij geïsoleerd van de wetenschap, vooral toen hij columns ging schrijven voor GeenStijl en zijn collega-wetenschappers zich daarop geheel van hem afkeerden. Hij sprak zeer negatief over zijn collega's, die te veel – reactionair en multicultureel – met de moslims mee zouden praten.
Hoogleraren Martin van Bruinessen en Dick Douwes lieten zich kritisch uit over Jansens werk Islam voor varkens, apen, ezels en andere beesten en betitelden het als onwetenschappelijk en misleidend.
In dit boek komt de islam naar voren als een gevaarlijke, gewelddadige godsdienst. Jansen zou door zijn vakgenoten niet serieus worden genomen, omdat hij al jaren uitsluitend populariserend schreef.
Op zijn eigen website typeerde Jansen zichzelf in 2014 als "een van de weinige islam-watchers in Nederland die zonder roze bril naar de recente ontwikkelingen binnen de islam durft te kijken."

### Als publicist

#### Als opiniemaker
Jansen concentreerde zich in zijn werk vooral op onderwerpen als de Koran, Mohammed en het moslimfundamentalisme. Hij publiceerde regelmatig in het dagblad Trouw. Zijn laatste bijdrage aan het katern Letter & Geest was zijn essay Het wankele fundament van de ware Mohammed. Verder schreef hij in het in 2008 ter ziele gegane opinieweekblad Opinio en HP/De Tijd.
Jansen schreef vooral veel kritische artikelen over de islam in gedrukte media, vanaf 2010 met name op de rechts-populistische websites Hoei Boei en GeenStijl. Op GeenStijl had hij een wekelijkse column.

#### Boeken
Vanaf 1974 schreef hij zo'n 20 boeken over de islam, die verschenen bij Nederlandse, Duitse en Amerikaanse uitgevers. Zijn werk is onder andere in het Duits en het Turks vertaald. Zijn boek The Neglected Duty ging over het moderne islamitisch fundamentalisme. In 1992 verscheen een, samen met Asad Jaber, door Jansen bewerkte editie van de koranvertaling van J.H. Kramers. In 2008 schreef hij samen met de Nederlandse moslim Abdul-Jabbar van de Ven het boek Bombrieven, over hun onderlinge correspondentie-dialoog. Eveneens in 2008 verschenen de boeken Islam voor Varkens en Zelf Koran Lezen. In 2009 stelde hij samen met Bert Snel de bundel Eindstrijd samen, waarin hij zelf twee bijdragen publiceerde.

##### Eurabië
Jansen schreef het voorwoord bij het boek "Eurabië" van de schrijfster Bat Ye'or.
Het is een islamofobische complottheorie die er van uitgaat dat Europese leiders in de 1970er jaren met de Arabische landen in het geheim zouden hebben afgesproken dat middels de Euro-Arabische dialoog (islamitische) immigranten onbeperkt toegang zouden krijgen tot Europa in ruil voor het opheffen van de olieboycot van 1973, handelsbelangen en het voorkomen van Palestijns terrorisme in Europa, waarbij Israël door Europa zou worden opgeofferd. Het resultaat zou volgens deze omvolkingstheorie een antisemitisch Eurabië zijn, waarin de oorspronkelijke Europese joods-christelijke cultuur is uitgewist en de joden en christenen als dhimmi's onderworpen aan de islamieten.

### In de politiek
Als student was Jansen al provocerend met vaak controversiële standpunten. Politiek was hij in die tijd uitgesproken links georiënteerd. Jansen gold als een van de vertrouwelingen van Geert Wilders. Zo adviseerde hij Wilders onder meer over Koranteksten in de film Fitna. Jansen stond voor Wilders' partij, de PVV, op de vierde plaats op de kandidatenlijst voor de Europese Parlementsverkiezingen van 2014. Wilders zag af van zijn zetel in het Europees Parlement, omdat hij niet tegelijkertijd lid kon blijven van de Tweede Kamer en zijn partij ook geen deel uitmaakte van een Europese fractie. Jansen werd op 25 juni 2014 door de Kiesraad in zijn plaats benoemd. Hij was van 1 juli 2014 tot aan zijn overlijden op 5 mei 2015 Europees parlementslid. In die periode sprak hij vijf keer in de plenaire zaal en diende hij twee ontwerpresoluties in.

#### Counter Jihad
In 2007 was Jansen een van de sprekers op een internationale "CounterJihad-conferentie" in Brussel. Deze tweedaagse anti-islam-conferentie vond deels plaats in het Europees Parlement en deels in het Vlaams Parlement. In zijn toespraak zei Jansen dat de PvdA, SP en GroenLinks (the Labor Party, Socialist Party and the Green-Left Party) een proces van bijna totale dhimmificatie (onderwerping aan de islam) had ondergaan. Alleen de PvdA toonde volgens hem af en toe nog wat zwakke tekenen van weerstand.

## Standpunten

### Over de Koran
Jansen verzette zich tegen het uitgangspunt dat de Tora of het Oude Testament net zo agressief zouden zijn als de Koran. Met Harry de Winter verschilde hij daarover sterk van mening in het televisieprogramma Pauw & Witteman, waarbij Jansen de kritiek van De Winter, dat hij geen Hebreeuws kende, in diezelfde taal pareerde. Dit fragment werd later herhaald in programma's als De Wereld Draait Door.
De Koran bestond volgens Jansen hoofdzakelijk uit heilige groepsopdrachten, die worden verstaan als het letterlijke woord van God. De Bijbel bestond volgens Jansen vooral uit stichtende verhalen, die door mensen zijn opgeschreven. Daarnaast betoogde hij dat sommige soera's vrijwel niet anders zijn uit te leggen dan zoals de standaard-handboeken en de fundamentalisten dat doen, terwijl de agressievere teksten in de Bijbel historisch zijn weg te interpreteren; althans in de praktijk weinig betekenis hebben. Eenmaal algemeen geaccepteerd, waren volgens Jansen ook agressieve Koran-interpretaties heilig in het theologische systeem van de islam, omdat Mohammed - de profeet van de islam - zou hebben gezegd: "Mijn volk zal niet overeenstemmen in een dwaling." Daarom zou er volgens Jansen ook in de toekomst geen ruimte meer zijn om bijvoorbeeld terug te komen op de huidige geaccepteerde uitleg van de - volgens critici althans - agressieve verzen. Jansen betoogde dat de Hadith en ook de Koran zelf regelmatig stelling namen tegen vermeende flexibiliteit en onduidelijkheden over bronteksten binnen het christendom en het joodse geloof. Jansen was daarom pessimistisch over de mogelijkheid tot hervormingen binnen de officiële leer van de islam.

### Over het islam-fundamentalisme
In 1986 schreef hij voor het eerst een wetenschappelijk boek over het islamitisch fundamentalisme, dat door een Amerikaanse uitgever gepubliceerd werd. Jansens latere werk is, mogelijk mede door de polarisatie in het islam-debat, meer opiniërend van aard. Jansen studeerde Arabische en Semitische talen en baseerde zich dan ook vooral op geschreven bronnen in het Arabisch, zoals sharia-handboeken, berichten in Arabische media en oude teksten of inscripties. Andere deelnemers aan het islam-debat waren sociologen, politicologen en filosofen zoals Michiel Leezenberg. Jansen herinnerde zulke deelnemers aan het islam-debat er nog weleens aan dat zij geen Arabisch kenden en niettemin vraagtekens zetten bij zijn opvattingen over de tekst van de Koran. Jansen kreeg dan weer regelmatig het verwijt dat hij zich baseerde op 'oude teksten' of Arabische krantenberichten die de meeste Nederlandse moslims niet kenden.
Zijn vakgebied kreeg begin 21e eeuw in de media te maken met een oplevende belangstelling door de aanslagen op 11 september 2001 en nationaal de moord op Theo van Gogh en het optreden van de politici Pim Fortuyn en Geert Wilders, die keer op keer debatten over de islam aanzwengelden.
Als het gaat om zijn standpunten over de islam veranderde Jansen in de loop der tijd van mening. Aanvankelijk was hij een van de critici van Pim Fortuyn en ging bijvoorbeeld fel met hem in debat in het programma Buitenhof. Jansen verweet Fortuyn dat hij miskende dat politieke uitsluiting de oorzaak is van het fundamentalisme en dat in Nederland daarom de voedingsbodem voor radicalisme ontbrak. Daarnaast wees hij Fortuyn op de snelle secularisatie onder Nederlandse moslims. De fundamentalisten zouden zich bovendien vooral tegen hun eigen regimes keren en niet tegen het Westen.
Nadat Jansen signaleerde dat steeds meer islamitische ideologen het voeren van jihad niet meer als exclusieve overheidstaak beschouwden en begonnen te schrijven over het Westen als 'de vijand' begon hij van mening te veranderen. Sinds de moord op Theo van Gogh - die Jansen persoonlijk goed kende - was de islamoloog steeds feller gaan waarschuwen voor de gevaren/donkere kanten van de islam; ook in een Nederlandse context. Ook voordien betoogde Jansen al wel dat het goed mogelijk is om de Koran en de Hadith op te vatten als een 'license to kill' en dat er dus altijd moslims zouden zijn, die de Koran ook zo zouden opvatten; net zoals er volgens Jansen altijd christenen zouden zijn die op de Bijbel bezwaren tegen abortus of homoseksualiteit baseren.

### Over ontwikkelingshulp
Jansen was actief voor het Rode Kruis en had van 1991 tot 1997 zitting in de Nationale Adviesraad voor Ontwikkelingssamenwerking, destijds het belangrijkste adviesorgaan van het Ministerie van Ontwikkelingssamenwerking en betrokken bij het beoordelen en toekennen van projectgelden. In 1990 werd Jansen door het Rode Kruis ingezet voor een humanitaire missie rondom gegijzelden in Irak; vlak voor de val van het regime van de Iraakse dictator Saddam Hoessein. Na deze ervaringen raakte Jansen het vertrouwen kwijt in het fenomeen ontwikkelingshulp en ging publiceren over de vermeende nutteloosheid ervan. In oktober 2010 herhaalde hij kort zijn kritiek in het praatprogramma Pauw & Witteman, maar Jansen schreef al geruime tijd niet meer over dit onderwerp, omdat hij het academische debat als afgerond beschouwde. Jansens conclusie was dat ontwikkelingshulp nooit had gewerkt, behalve voor het schuldgevoel van de gever.

## Proces-Wilders
In oktober 2010 werd Jansen als getuige-deskundige opgeroepen in het proces tegen Geert Wilders, die beschuldigd werd van haatzaaien tegen moslims. Hij verklaarde onder andere dat wat Wilders gezegd had ook echt in de Koran en de Hadith staat. Daarnaast betoogde hij dat volgens zijn inschatting 20% van de moslims radicaal is, 60% neutraal en 20% liberaal tot ongelovig (statistisch een normale verdeling). Tijdens het proces werd door Jansen beweerd dat raadsheer Tom Schalken van het Amsterdamse gerechtshof hem had proberen te overtuigen van de juistheid van diens beslissing om Wilders te laten vervolgen. Dit gesprek had plaatsgevonden tijdens een etentje georganiseerd door Bertus Hendriks, enkele dagen voordat Jansen zou getuigen. Wilders' advocaat Moszkowicz vroeg de rechtbank daarop Jansen te horen, omdat het volgens Moszkowicz van belang was hoe Schalken zich had uitgelaten tegenover Jansen. Het feit dat de rechtbank dat verzoek afwees, terwijl Jansen in de zaal zat, leidde in combinatie met twee eerdere incidenten tot wraking van de rechtbank. Velen verbaasden zich over de timing waarop Jansen het etentje naar buiten had gebracht: de laatste dag van het proces. Volgens Jansen was dat toeval en hij verklaarde al die tijd niet te hebben ingezien dat het etentje juridisch van belang was en toonde zich ook achteraf 'verbijsterd' over de gang van zaken, omdat hij door de gesprekken tijdens dit etentje niet beïnvloed was. Niettemin had Wilders aangifte gedaan van een poging tot beïnvloeding van Jansen door Schalken. Eind 2010 verscheen een bijdrage van Jansen over het proces-Wilders in het boek 'De Onzichtbare Ayatollah' van Carel Brendel. Jansen gaat daar in op zijn rol in het proces-Wilders, maar bespreekt ook de zaak Nekschot en politieke showprocessen in Egypte waarin ook het - al dan niet - agressieve karakter van de islam aan de orde kwam in strafzaken.
Op 13 april 2011 werd Jansen opnieuw als getuige gehoord over het gebeurde tijdens het etentje bij Hendriks. Hij verklaarde nu onder ede, desgevraagd bij herhaling, dat raadsheer Schalken had geprobeerd hem te beïnvloeden. In de bundel van Brendel had hij daarentegen geschreven: 'Schalken heeft geprobeerd mij van de "redelijkheid van zijn standpunt" te overtuigen, die woorden herinner ik me precies, maar hij heeft geen moment geprobeerd, of gezegd, dat ik mijn mening dat het hier een ketterproces betrof diende te herzien.' Naar aanleiding van de affaire stapte Schalken op als rechter.

## Trivia
- Hans Jansen werd soms verward met (historicus en theoloog) Johannes Gerardus Bernardus (Hans) Jansen. Om zich van zijn naamgenoot te onderscheiden noemde Jansen zichzelf "de arabist Jansen".
- Zoon Ewout Jansen is advocaat en stand-upcomedian. Als advocaat trad hij onder meer op voor Republiek, voorheen het Republikeins Genootschap.